# Косколь (Іртиський район)
Коско́ль (каз. Қоскөл) — село у складі Іртиського району Павлодарської області Казахстану. Адміністративний центр Коскольського сільського округу.
Населення — 437 осіб (2021; 680 у 2009, 1117 у 1999, 1288 у 1989).
Національний склад станом на 1989 рік:
- казахи — 46 %;
- росіяни — 21 %.

До 1997 року село називалось Котельниково.